# První lord admirality

Budova Admirality v Londýně

První lord admirality (anglicky First Lord of the Admiralty) je historické označení funkce ministra válečného námořnictva v Anglii a Velké Británii od 17. do 20. století.

## Dějiny úřadu
Anglie, potažmo Velká Británie jako ostrovní stát vždy kladla důraz na správu válečného námořnictva, které bylo vždy upřednostňováno před pozemní armádou. Vrchním velitelem námořnictva byl zhruba od roku 1400 admirál Anglie (Admiral of England), respektive lord admirál (Lord Admiral), později lord nejvyšší admirál (Lord High Admiral). Za Jindřicha VIII. byl v roce 1539 zřízen námořní úřad (Navy Board), stejně tak jako post námořního pokladníka (resp. prezidenta úřadu námořního pokladu – Navy Treasurer).

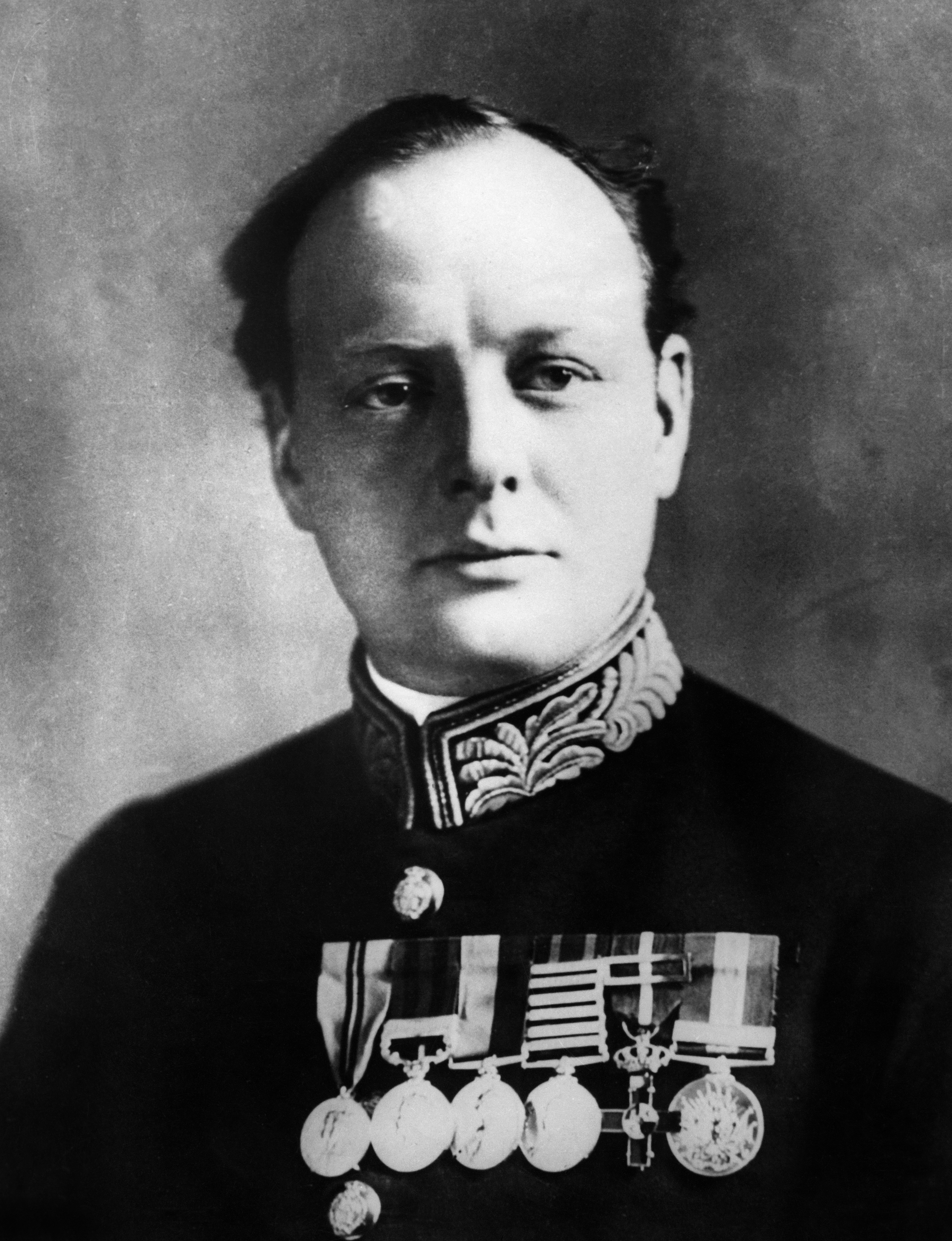
Winston Churchill jako první lord admirality (1914)

Od 17. století probíhala správa námořnictva pod dohledem admirality (Admiralty), v jejímž čele stál první lord (First Lord of The Admiralty). Prvním nositelem této funkce byl Richard Weston, 1. hrabě z Portlandu, který správu námořnictva převzal po zavražděném Georgi Villiersovi, 1. vévodovi z Buckinghamu. Admiralita měla ve svých kompetencích především válečné námořnictvo, zatímco obchodní a civilní loďstvo spadalo pod zmíněný námořní úřad. Pokud stál v čele admirality člen panovnického rodu, neměl titul prvního lorda, ale lorda nejvyššího admirála (Lord High Admiral). Jedinou ženou zastávající tento post byla královna Anna, která funkci Lord High Admiral převzala nakrátko v roce 1708 po smrti svého manžela. Kromě prvního lorda bylo členy admirální rady pět až sedm lordů admirality. V 17. a 18. století byli lordové admirality převážně civilisté (post lorda admirality byl často odrazovým můstkem pro začínající politiky z řad aristokracie i vlivných úřednických rodin), nezřídka se stalo, že v admirální radě nezasedal žádný námořník. Zkušení námořní vojevůdci přebírali správu námořnictva zpravidla v době válek. Převaha civilistů v úřadu admirality pak vedla k tomu, že v roce 1794 (po zahájení války s revoluční Francií) byl zřízen post prvního námořního lorda (First Sea Lord), který byl poradcem admirality pro odborné otázky.
K další změně ve správě námořnictva došlo ve 20. a 30. letech 19. století. V roce 1829 byla upravena organizace admirality v tom smyslu, že místo lordů admirality byli jmenováni druhý až pátý námořní lord, což byli námořní důstojníci s přesně rozdělenými kompetencemi. Dále pak admiralita měla dva vysoké civilní úředníky, civilního lorda admirality (Civil Lord of the Admirality) a prvního tajemníka (First Secretary of the Admiralty). V roce 1831 byl zrušen námořní úřad a jeho působnost přesla na úřad admirality (Board of the Admiralty). V roce 1836 byl zrušen post prezidenta úřadu námořního pokladu a novým správcem námořních financí byl nadále první tajemník admirality. Proto také jeho funkce od té doby nese název finanční tajemník admirality (Financial Secretary of the Admiralty). Finanční tajemník byl zároveň často mluvčím admirality v Dolní sněmovně (tj. Financial and Parliamentary Secretary of the Admiralty).
Úřad prvního lorda admirality byl zrušen v roce 1964 a správa námořnictva přešla pod ministerstvo obrany (Ministry of Defence).
Nejdéle úřadujícím prvním lordem admirality byl 2. vikomt Melville, který funkci zastával ve dvou funkčních obdobích celkem 17 let (1812–1827, 1828–1830). Nejznámějším prvním lordem admirality byl Winston Churchill, který funkci vykonával dvakrát před a během první světové války a počátkem druhé světové války (1911–1915, 1939–1940).

## Seznam lordů admirality 1628–1964

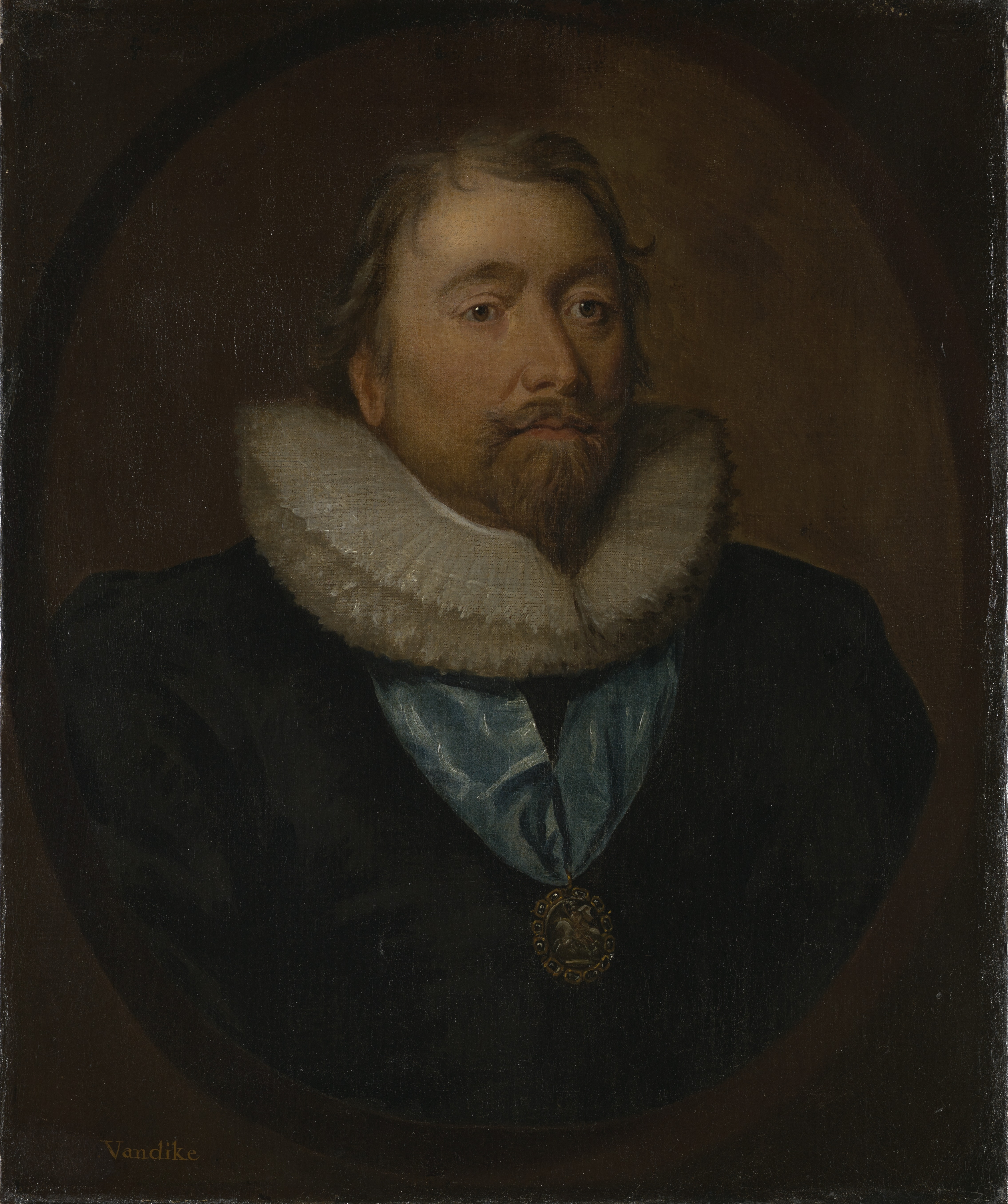
Richard Weston, 1. hrabě z Portlandu (1577–1635), první lord admirality 1628–1635

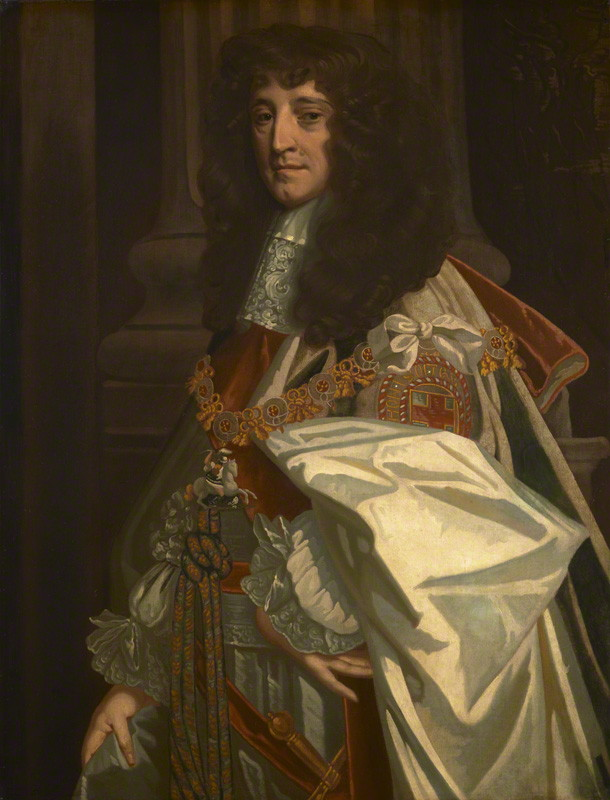
Princ Ruprecht Falcký (1619–1682), lord nejvyšší admirál 1673–1678

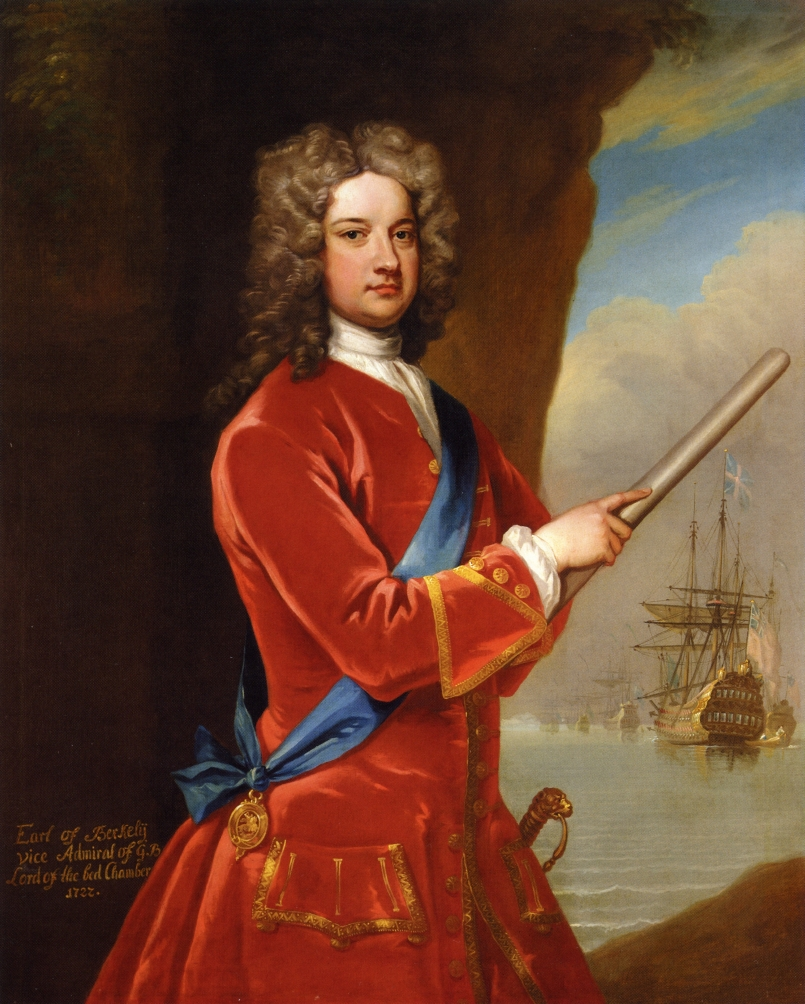
Admirál James Berkeley, 3. hrabě Berkeley (1681–1736), první lord admirality 1717–1727

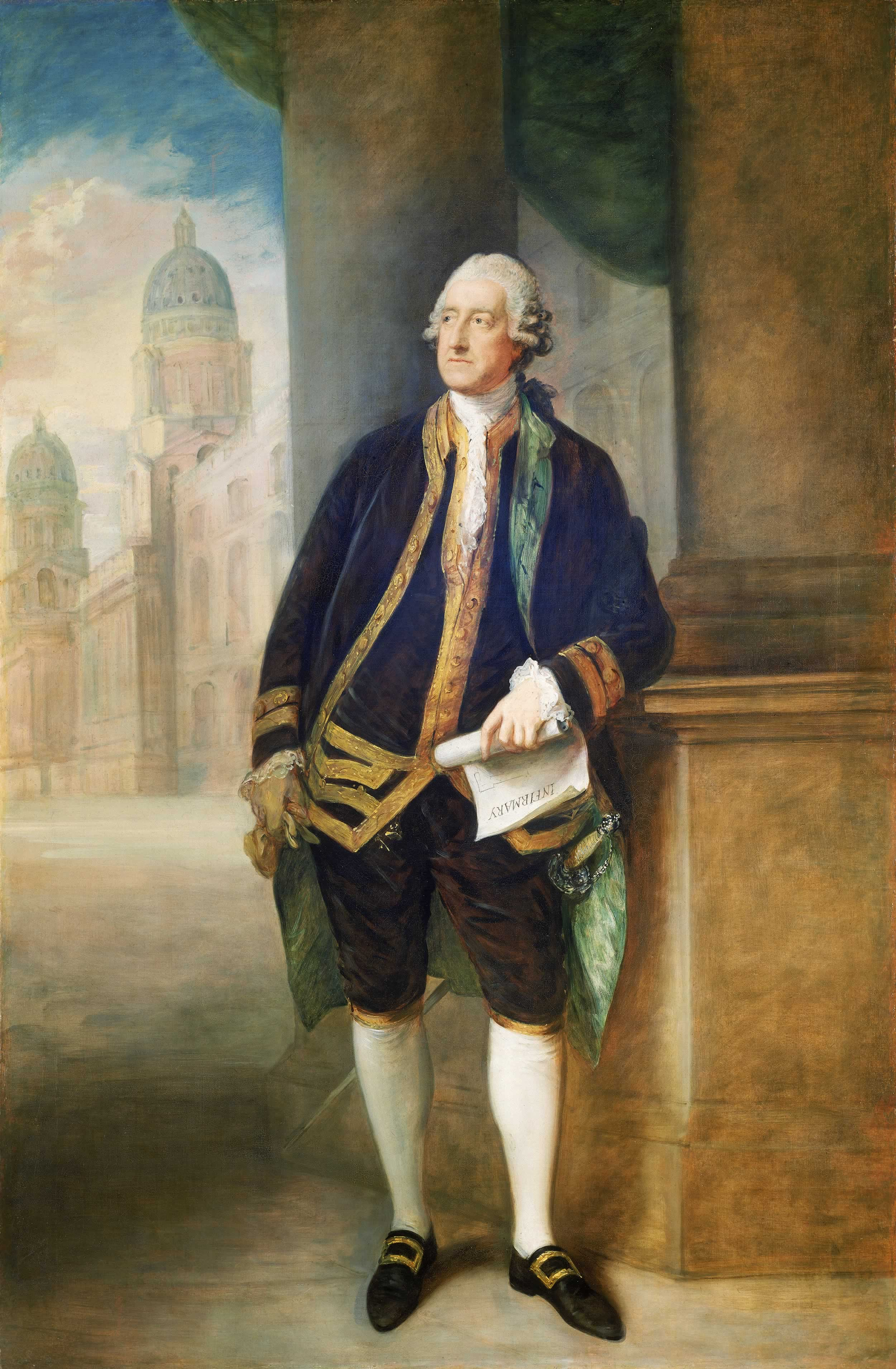
John Montagu, 4. hrabě ze Sandwiche (1718–1792), první lord admirality 1748–1751, 1763, 1771–1782

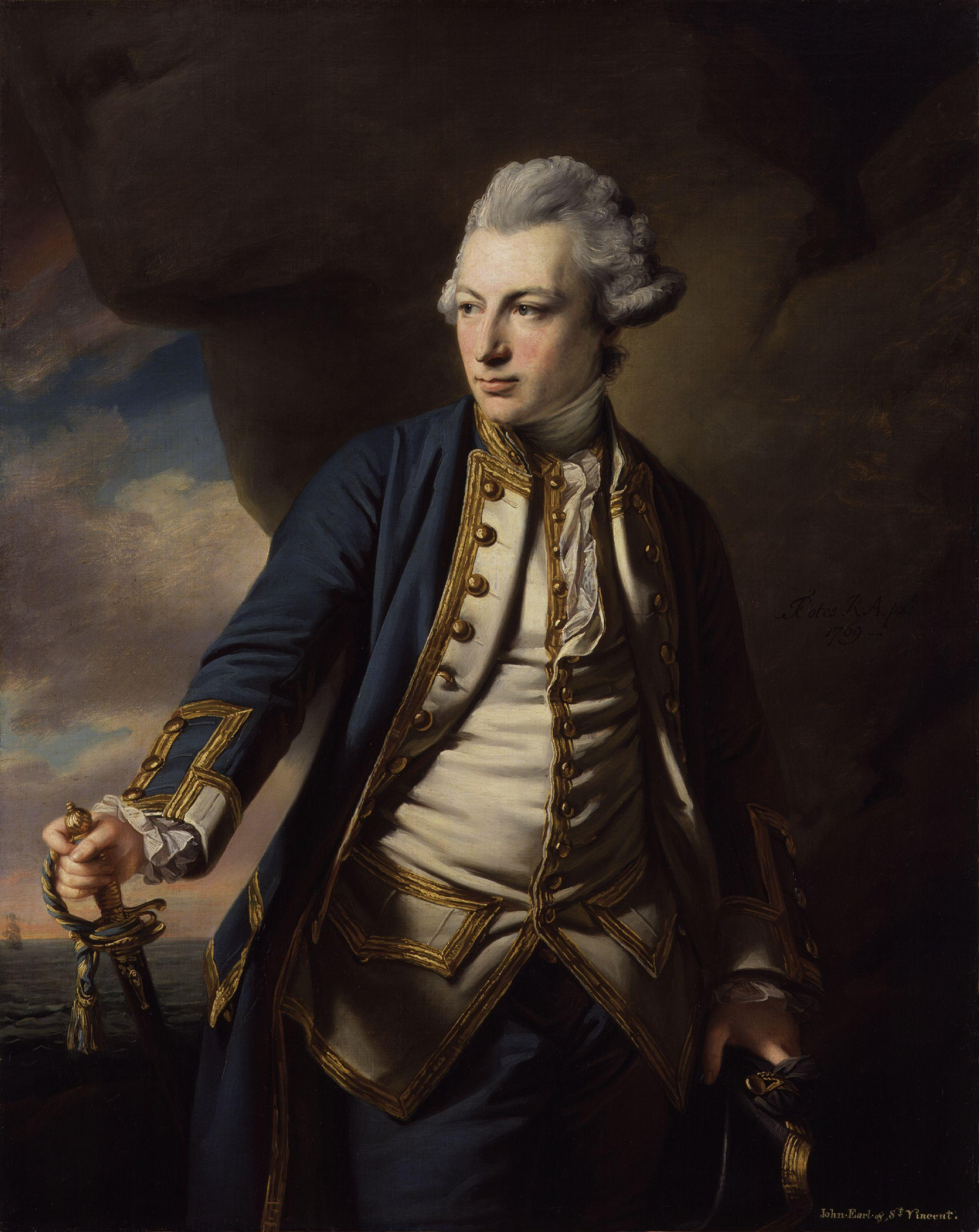
Admirál John Jervis (1735–1823), první lord admirality 1801–1804

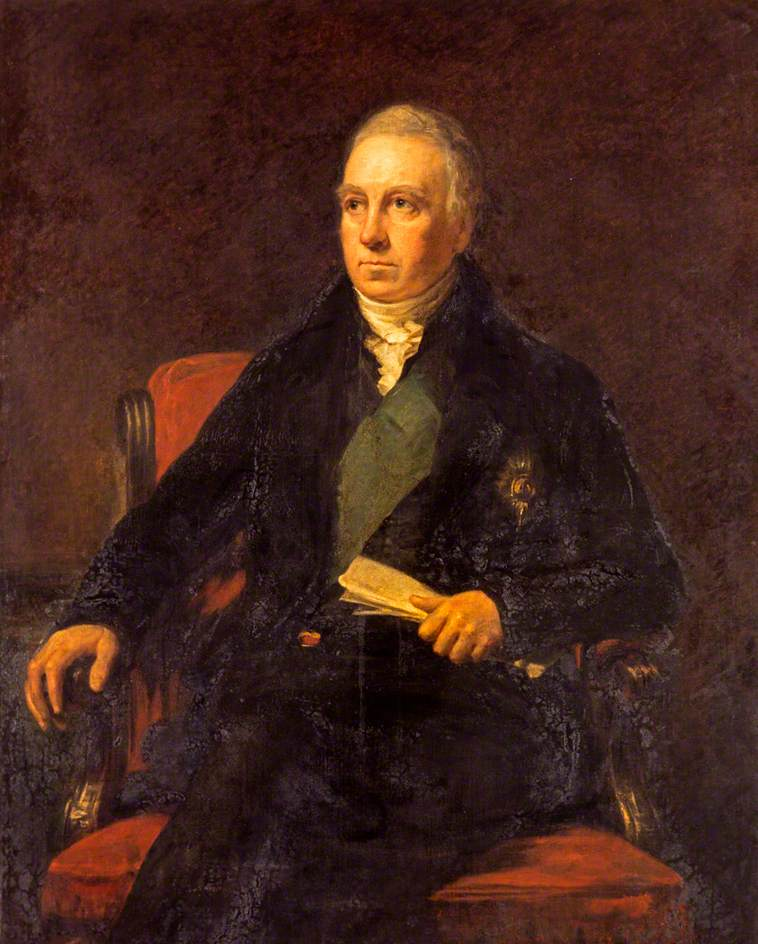
Robert Dundas, 2. vikomt Melville (1771–1851), první lord admirality 1812–1827, 1828–1830

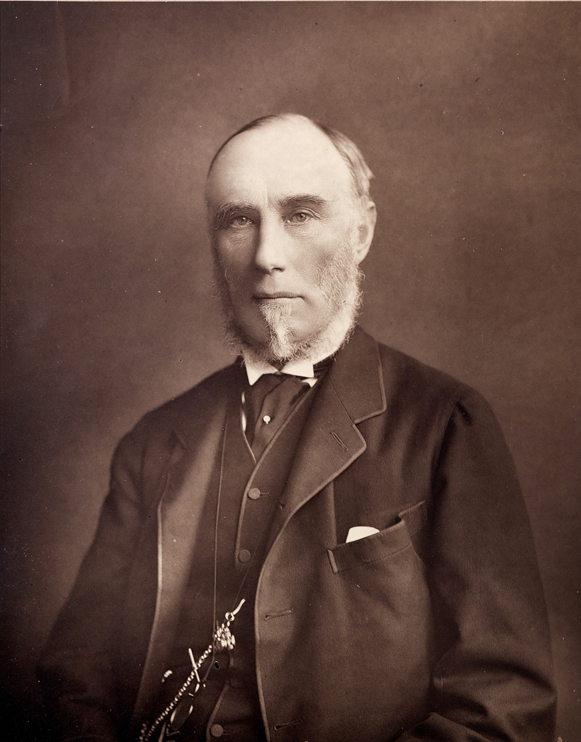
Thomas Baring, 1. hrabě Northbrook (1826–1904), první lord admirality 1880–1885

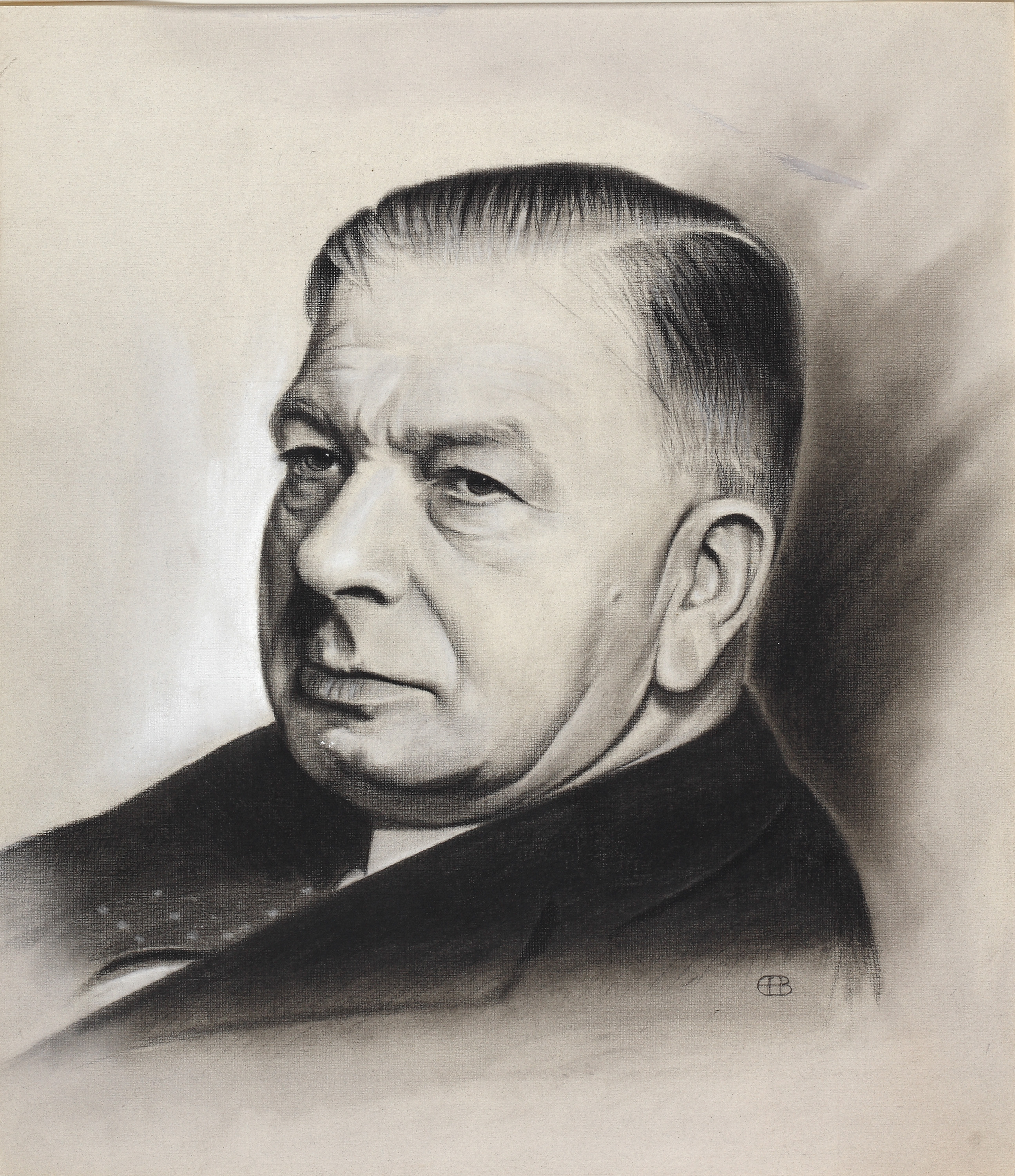
Albert Victor Alexander (1885–1965), první lord admirality 1940–1945, 1945–1946

- 1628–1635 Richard Weston, 1. hrabě z Portlandu (1577–1635)
- 1635–1636 Robert Bertie, 1. hrabě z Lindsey (1582–1642)
- 1636–1638 William Juxon (1582–1663)
- 1642–1643 Algernon Percy, 10. hrabě z Northumberlandu (1602–1668)
- 1643–1646 Francis Cottington, 1. baron Cottington (1579–1652)
- 29.1.1661–9.7.1673	Vévoda z Yorku (1633–1701) (Lord High Admiral)
- 9.7.1673–14.5.1679	princ Ruprecht Falcký (1619–1682) (Lord High Admiral)
- 14.5.1679–19.2.1681	Sir Henry Capell (1638–1686)
- 19.2.1681–19.5.1684	Daniel Finch, 2. hrabě z Nottinghamu (1647–1730)
- 19.5.1684–6.2.1685	Karel II., král anglický (1630–1685) (Lord High Admiral)
- 6.2.1685–11.12.1688	Jakub II., král anglický (1633–1701) (Lord High Admiral)
- 1688–1689		Vilém III. Oranžský, král anglický (1650–1702) (Lord High Admiral)
- 8.3.1689–20.1.1690	admirál Arthur Herbert, 1. hrabě z Torringtonu (1647–1716)
- 20.1.1690–10.3.1692	Thomas Herbert, 8. hrabě z Pembroke (1656–1733)
- 10.3.1692–15.4.1693	Charles Cornwallis, 3. baron Cornwallis z Eye (1655–1698)
- 15.4.1693–2.5.1694	Anthony Cary, 5. vikomt Falkland (1656–1694)
- 2.5.1694–31.5.1699	admirál Edward Russel, 1. hrabě z Orfordu (1653–1727)
- 31.5.1699–19.3.1701	John Egerton, 3. hrabě z Bridgewateru (1646–1701)
- 4.4.1701–20.5.1702	Thomas Herbert, 8. hrabě z Pembroke (1656–1733)
- 20.5.1702–28.10.1708	princ Jiří Dánský (1653-1708) (Lord High Admiral)
- 28.10.1708–29.11.1708	Anna Stuartovna, královna Velké Británie (1665–1714) (Lord High Admiral)
- 29.11.1708–8.11.1709	Thomas Herbert, 8. hrabě z Pembroke (1656–1733)
- 8.11.1709–4.10.1710	admirál Edward Russel, 1. hrabě z Orfordu (1653–1727)
- 4.10.1710–30.9.1712	admirál Sir John Leake (1656–1720)
- 30.9.1712–14.10.1714	Thomas Wentworth, 1. hrabě ze Straffordu (1672–1739)
- 14.10.1714–16.4.1717	admirál Edward Russel, 1. hrabě z Orfordu (1653–1727)
- 16.4.1717–29.7.1727	admirál James Berkeley, 3. hrabě Berkeley (1681–1736)
- 29.7.1727–17.1.1733	admirál George Byng, 1. vikomt Torrington (1663–1733)
- 25.1.1733–19.3.1742	admirál Sir Charles Wager (1666–1743)
- 19.3.1742–27.12.1744	Daniel Finch, 8. hrabě z Winchilsey, 3. hrabě z Nottinghamu (1689–1769)
- 27.12.1744–20.2.1748	John Russell, 4. vévoda z Bedfordu (1710–1771)
- 20.2.1748–22.6.1751	John Montagu, 4. hrabě ze Sandwiche (1718–1792)
- 22.6.1751–19.11.1756	admirál George Anson, 1. baron Anson ze Sobertonu (1697–1762)
- 19.11.1756–6.4.1757	Richard Grenville, 2. hrabě Temple (1711–1779)
- 6.4.1757–2.7.1757	Daniel Finch, 8. hrabě z Winchilsey, 3. hrabě z Nottinghamu (1689–1769)
- 2.7.1757–6.6.1762	admirál George Anson, 1. baron Anson ze Sobertonu (1697–1762)
- 19.6.1762–1.1.1763	George Montagu-Dunk, 2. hrabě z Halifaxu (1716–1771)
- 1.1.1763–23.4.1763	George Grenville (1712–1770)
- 23.4.1763–10.9.1763	John Montagu, 4. hrabě ze Sandwiche (1718–1792)
- 10.9.1763–10.9.1766	John Perceval, 2. hrabě z Egmontu (1711–1770)
- 10.9.1766–10.12.1766	admirál Sir Charles Saunders (1715–1775)
- 10.12.1766–12.1.1771	admirál Sir Edward Hawke (1710–1781)
- 12.1.1771–30.3.1782	John Montagu, 4. hrabě ze Sandwiche (1718–1792)
- 30.3.1782–28.1.1783	admirál Augustus Keppel, 1. vikomt Keppel (1725–1786)
- 28.1.1783–8.4.1783	admirál Richard Howe, 1. vikomt Howe (1725–1799)
- 8.4.1783–30.12.1783	admirál Augustus Keppel, 1. vikomt Keppel (1725-1786)
- 30.12.1783–12.7.1788	admirál Richard Howe, 1. vikomt Howe (1725–1799)
- 12.7.1788–20.12.1794	John Pitt, 2. hrabě z Chathamu (1756–1835)
- 20.12.1794–19.2.1801	George John Spencer, 2. hrabě Spencer (1758–1834)
- 19.2.1801–15.5.1804	admirál John Jervis, 1. hrabě ze St. Vincent (1735–1823)
- 15.5.1804–30.4.1805	Henry Dundas, 1. vikomt Melville (1742–1811)
- 30.4.1805–11.2.1806	admirál Charles Middleton, 1. baron Barham (1726–1813)
- 11.2.1806–29.9.1806	Charles Grey, vikomt Howick (1764–1845)
- 29.9.1806–4.4.1807	Thomas Grenville (1755–1846)
- 4.4.1807–1.5.1810	Henry Phipps, 3. baron Mulgrave (1755–1831)
- 1.5.1810–24.3.1812	Charles Philip Yorke (1764–1834)
- 24.3.1812–17.4.1827	Robert Dundas, 2. vikomt Melville (1771–1851)
- 17.4.1827–17.9.1828	princ William Hannover, vévoda z Clarence (1765–1837) (Lord High Admiral)
- 17.9.1828–25.11.1830	Robert Dundas, 2. vikomt Melville (1771–1851)
- 25.11.1830–7.6.1834	Sir James Robert George Graham (1792–1861)
- 7.6.1834 –22.12.1834 George Eden, 2. baron z Aucklandu (1784–1849)
- 22.12.1834–23.4.1835	Thomas de Grey, 2. hrabě de Grey (1781–1859)
- 23.4.1835–15.9.1835 	George Eden, 2. baron z Aucklandu (1784–1849)
- 15.9.1835–6.9.1841	Gilbert Elliot, 2. hrabě z Minto (1782–1859)
- 6.9.1841–8.1.1846	Thomas Hamilton, 9. hrabě z Haddingtonu (1780–1858)
- 8.1.1846–7.7.1846	Edward Law, 1. hrabě z Ellenboroughu (1790–1871)
- 7.7.1846–1.1.1849	George Eden, 1. hrabě z Aucklandu (1784–1849)
- 15.1.1849–28.2.1852	Sir Francis Baring (1796–1866)
- 28.2.1852–30.12.1852	Algernon Percy, 4. vévoda z Northumberlandu (1792–1865)
- 30.12.1852–13.3.1855	Sir James Robert George Graham (1792–1861)
- 13.3.1855–8.3.1858	Sir Charles Wood (1800–1885)
- 8.3.1858–27.6.1859	Sir John Somerset Pakington (1799–1880)
- 27.6.1859–12.7.1866	Edward Adolphus Seymour, 12. vévoda ze Somersetu (1804–1885)
- 12.7.1866–8.3.1867	Sir John Somerset Pakington (1799–1880)
- 8.3.1867–21.12.1868	Henry Thomas Lowry-Corry (1803–1873)
- 21.12.1868–9.3.1871	Hugh Childers (1827–1896)
- 9.3.1871–4.3.1874	George Joachim Goschen (1831–1907)
- 4.3.1874–14.8.1877	George Ward Hunt (1825–1877)
- 14.8.1877–28.4.1880	William Henry Smith (1825–1891)
- 28.4.1880–1.7.1885	Thomas George Baring, 2. baron Northbrook (1826–1904)
- 1.7.1885–15.2.1886	lord George Francis Hamilton (1845–1927)
- 15.2.1886–9.8.1886	George Robinson, 1. markýz z Riponu (1827–1909)
- 9.8.1886–25.8.1892	lord George Francis Hamilton (1845–1927)
- 25.8.1892–6.7.1895	John Poyntz Spencer, 5. hrabě Spencer (1835–1910)
- 6.7.1895–12.10.1900	George Joachim Goschen (1831–1907)
- 12.10.1900–5.3.1905	William Waldegrave Palmer, 2. hrabě ze Selborne (1859–1942)
- 5.3.1905–3.12.1905 Frederick Campbell, 3. hrabě z Cawdoru (1847–1911)
- 10.12.1905–12.4.1908 	Edward Marjoribanks, 2. baron Tweedmouth (1849–1909)
- 12.4.1908–24.10.1911	Reginald McKenna (1863–1943)
- 24.10.1911–27.5.1915	Sir Winston Spencer Churchill (1874–1965)
- 27.5.1915–11.12.1916	Arthur Balfour (1848–1930)
- 11.12.1916–20.7.1917	Edward Carson (1854–1935)
- 20.7.1917–10.1.1919	Sir Eric Campbell Geddes(1875–1937)
- 10.1.1919–13.2.1921	Walter Hume Long (1854–1924)
- 13.2.1921–24.11.1922	Arthur Hamilton Lee, 1. baron Lee z Farehamu (1868–1947)
- 24.11.1922–22.1.1924	Leo Amery (1873–1955)
- 22.1.1924–6.11.1924	Frederick Thesiger, 1. vikomt Chelmsford (1868–1933)
- 6.11.1924–8.6.1929	William Bridgeman (1864–1935)
- 8.6.1929–26.8.1931	Albert Victor Alexander (1885–1965)
- 26.8.1931–5.11.1931	Sir Austen Chamberlain (1863–1937)
- 5.11.1931–5.6.1936	Bolton Eyres-Monsell, 1. vikomt Monsell (1881–1969)
- 5.6.1936–28.5.1937	Sir Samuel John Gurney Hoare (1880–1959)
- 28.5.1937–27.10.1938	Alfred Duff Cooper (1890–1954)
- 27.10.1938–3.9.1939	James Stanhope, 7. hrabě Stanhope (1880–1967)
- 3.9.1939–11.5.1940	Sir Winston Spencer Churchill (1874–1965)
- 11.5.1940–25.5.1945	Albert Victor Alexander (1885–1965)
- 25.5.1945–26.7.1945 Brendan Bracken (1901–1958)
- 3.8.1945–4.10.1946 Albert Victor Alexander (1885–1965)
- 4.1.1946–24.5.1951 George Hall, 1. vikomt Hall (1881–1965)
- 24.5.1951–13.10.1951 Frank Pakenham, 7. hrabě z Longfordu (1905–2001)
- 31.10.1951–2.9.1956 James Thomas, 1. vikomt Cilcennin (1903–1960)
- 19.10.1956–14.1.1957 Quintin Hogg, 2. vikomt Hailsham (1907–2001)
- 14.1.1957–14.10.1959 George Douglas-Hamilton, 10. hrabě ze Selkirku (1906–1994)
- 14.10.1959–20.10.1963 Peter Carrington, 6. baron Carrington (1919–2018)
- 22.10.1963–1.4.1964 George Jellicoe, 2. hrabě Jellicoe (1918–2007)